# Blăjeni

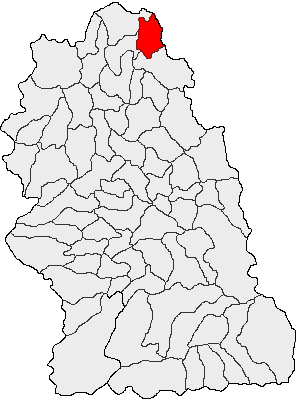
Locatie Blăjeni in het district Hunedoara

Blăjeni is een Roemeense gemeente in het district Hunedoara.
Blăjeni telt 1331 inwoners.